# Wedaustadion
Le Wedaustadion était un stade de Duisbourg inauguré en 1921, d'une capacité de 30 000 places. Lors de sa construction, c'était le second plus grand stade allemand.
Utilisé pour des épreuves d'athlétisme, il accueille aussi les matchs du MSV Duisbourg jusqu'en 2004 et l'Universiade d'été de 1989.